# Ноай, Шарль-Артюр-Тристан-Лангедок де
Шарль-Артюр-Тристан-Лангедок де Ноай (фр. Charles-Arthur-Tristan-Languedoc de Noailles; 14 февраля 1771, Париж — 2 февраля 1834, Париж), герцог де Пуа и де Муши — французский военный и государственный деятель.

## Биография
Сын Филиппа-Луи де Ноая, герцога де Муши, и принцессы Анн-Луизы-Мари де Бово-Кран.
При жизни отца титуловался принцем де Пуа (6-й принц де Пуа), с 1819 года 3-й испанский герцог де Муши и 2-й французский герцог де Муши и герцог де Пуа.
Служил в королевской армии в эпоху революции, не принимал никакого участия в политических событиях. При Второй Реставрации в 1815 году произведен в лагерные маршалы, 17 мая 1816 в генерал-лейтенанты. 22 августа 1815 избран депутатом Большой коллегией департамента Мёрт 148 голосами (176 голосовавших, 276 внесенных в список). Сидел с большинством в Несравненной палате.
В 1816 году отец уступил ему 3-ю роту королевских телохранителей (рота Бово).
В 1818 году вместе с отцом и герцогом де Грамоном проходил по делу графа Сен-Мориса, лейтенанта 3-й гвардейской роты убитого на дуэли близ Тюильри полковником Барбье-Дюфе. Безутешная вдова графа обвинила указанных господ, дававших советы её мужу, в предумышленном убийстве и сговоре с целью предумышленного убийства. Дело слушалось в Палате пэров, сначала было переквалифицировано из умышленного в непредумышленное, затем прекращено из-за отсутствия события преступления.
Капитан гвардии телохранителей короля. В 1819 году пожалован в рыцари ордена Золотого руна (испанский). 30 сентября 1820 пожалован в рыцари орденов короля.
20 марта 1819 по праву наследования был допущен в Палату пэров, после смерти своего отца. Сидел с конституционными монархистами и вышел в отставку 21 апреля 1832.

## Семья
Жена (1790): Натали Люси Леонтин де Лаборд (11.08.1774—23.12.1835), дочь финансиста Жана-Жозефа Делаборда и Розали де Неттин
Дочь:
- Розали Шарлотта Антуанетта Леонтин де Ноай (1791—1851). Муж (15.04.1809): виконт Альфред Луи Доминик Венсан де Поль де Ноай (1784—1841), сын виконта Луи Марка Антуана де Ноая